# Teresa Palahí
Teresa Palahí Juan (San Gregorio, Gerona, 1964) es una empresaria española, Secretaria general de la fundación Organización Nacional de Ciegos Españoles (ONCE), reconocida en 2020 como una de las 25 mujeres más influyentes de España por su trabajo para fomentar la igualdad y erradicar la discriminación contra la discapacidad.

## Trayectoria
Palahí se especializó con un máster en dirección y Administración de Empresas realizado en el Instituto de Empresa de Madrid. Continuó su formación en Madrid en la escuela de inteligencia emocional y la Universidad Rey Juan Carlos en Coaching, Inteligencia Emocional y Programación Neurolingüística, así como en programas para  directivos en la IESE Business School. 
Desde 1988 trabaja en la Organización Nacional de Ciegos Españoles (ONCE) pasando por cargos con diferente responsabilidad. Ha sido Consejera General, Delegada Territorial de Cataluña o vicepresidenta segunda en el Consejo General. Palahí desarrolla su trabajo en las áreas de nuevas tecnologías, igualdad y servicios sociales. Participa en campañas de sensibilización social ante la discapacidad para promover la igualdad, así como el compromiso con las discriminaciones hacia las mujeres con diversidad funcional. Así en la entrevista que le hicieron sobre discapacidad y violencia de género, en febrero de 2018, con motivo del ciclo de conferencias realizado en Alcalá de Henares para celebrar el 80 aniversario de la ONCE, Palahí dijo "tenemos muy pocos datos y los pocos que tenemos son escandalosos. Son necesarias actuaciones tanto para conocer y visibilizar esta realidad como para ponerle remedio".
Actualmente es Secretaria general de Fundación ONCE y participa como consejera o miembro en organizaciones como la Fundación CERMI Mujeres, el grupo ILUNION o la fundación autismo Mas Casadevall. Palahí es comisionada de CERMIS autonómicos, miembro del comité de personas expertas del observatorio sobre feminismo y discapacidad de la Fundación CERMI Mujeres, del consejo de administración de Servimedia S.A., de los consejos consultivos en la división sociosanitaria y en la empresarial de comercialización del grupo ILUNION, entre otros. Es socia de la sede española del Foro internacional de mujeres (International Woman Forum Spain).

## Reconocimientos
- 2009 premio excelencia empresarial y profesional de mujeres de negocios, por CMN (Círculo de Mujeres de Negocios).[6]
- 2012 premio internacional ESEEA (Espacio Europeo de Estudios Avanzados) al liderazgo.[7]
- 2014 premio internacional Madrid woman’s week en categoría Mujer Solidaria.[8]
- 2020 y 2019 entre las 25 mujeres más influyentes en España, según el Estudio de los 500 Españoles más Influyentes realizado por Merca2 y la Fundación Marqués de Oliva.[2]
- 2020 entre las 500 mujeres más influyentes en revista Yo Dona.[9]
- 2021, 2013 y 2012 elegida entre las Top 100 mujeres líderes españolas en el ámbito de economía social, Mujeres@Cia[10][11]